# Фроди I
Фро́ди I, также Фро́до I (в русской литературе XIX века также Фро́то, от латинизированной формы Froþo/Frotho и Фроде (исл. и фар. Fróði, лат. Frodo, др.-англ. Frōda, ср.-в.-нем. Vruote) — один из легендарной династии датских конунгов, историю которой развёртывает в «Деяниях данов» (лат. Gesta Danorum, конец XII — начало XIII века) датский историк XII столетия Саксон Грамматик. Некоторые события, упоминаемые в повествовании о жизни этого героя, могут соотноситься с эпизодами реальной истории Северной Европы V—VI веков. Этого, однако, недостаточно для отождествления Фроди I с кем-либо из исторически более достоверных личностей тех эпох.
По Саксону Грамматику, Фроди I — сын конунга (короля) Хадинга (лат. Hadingus) и отец короля Хальфдана, из династии Скьёльдунгов.

## Легенда

### Битва с драконом

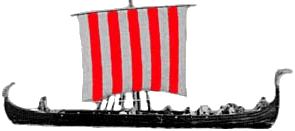
Судно викингов

Унаследовав после смерти отца престол, Фроди обнаруживает, что истощённая войнами казна пуста. Чтобы пополнить её, нужно начать новую войну, но денег, чтобы снарядить экспедицию нет. Из этого замкнутого круга Фроди выходит способом, известным всем героям саг и былин: убив дракона, он завладевает его сокровищами.
Обретённый таким образом первоначальный капитал Фроди вкладывает в снаряжение экспедиции в Прибалтику. Победы там он одерживает не только благодаря силе и мощи собранного им отряда викингов, но и хитроумными стратагемами, военными хитростями. 

### Эпизод в Палтиски
«Силой города не победить», лат. viribus inuictam [sc. urbem] — изрекает на латыни Саксон Грамматик, описывая, как благодаря одной такой хитрости Фроди убивает правителя Полтиска (швед. Pallteskja) Веспасия и завладевает таким образом городом:
| Только с немногими свидетелями он тайно отправился в уединённое место и приказал объявить повсюду, что он умер, чтобы тем самым усыпить врага. Для убедительности был совершён обряд погребения и сооружён погребальный курган. К тому же воины, сознательно изображая скорбь, проследовали в процессии за якобы умершим вождём. Услышав об этом, царь города Веспасий, почти уже одержавший победу, так пренебрёг обороной, что, дав возможность врагам ворваться в город, был убит среди игр и развлечений. — Saxo, lib. II, cap. I:7 |

И. Миккола в 1907 году первым связал Pallteskja — название города в Беларуси, на штурм которого направляется Фродо, с древнерусской формой Полтескъ в Ипатьевской и Псковской летописях. Развивая эту гипотезу, Г. Шрамм, в свою очередь доказал связь обоих топонимов с городом Полотеск, упоминаемом в летописной легенде о призвании Рюрика и о последующей раздаче им городов своим мужам
«Полотескъ» здесь не что иное, как Полоцк — древнейший из белорусских городов, столица одноимённого княжества — форпост кривичей на выходе по Двине в Балтику торгового пути, проходящего через их земли. Шрамм также высказал мнение, что не славяне заимствовали это имя у варягов, а наоборот, название Полоцка перешло в скандинавский язык и закрепилось в нём в середине IX века — то есть, до становления восточнославянского полногласия ал > оло, которое историк-лингвист датирует серединой IX века.
Обращая внимание на «военные хитрости» Фродо, Т. Н. Джаксон рассматривает их не только как «бродячий сюжет, восходящий к весьма отдалённым временам и широко известный в эпоху викингов». Она видит в самом факте появления этого эпизода в саге также и косвенное указание на реальную военно-стратегическую мощь Полоцка как крепости. О важности Полоцка в глазах варягов, по её мнению, может свидетельствовать и такой факт: при том, что ни одна из других 11 древнерусских крепостей того времени в сагах не описана вообще, в одной только «Саге о Тидреке Бернском» (1250 год) Полоцк упоминается дважды.

### Последние подвиги героя
Вернувшись домой с добычей, Фроди сталкивается с рутиной внутренних неурядиц, бежать от которых он может только в новый поход. На этот раз он направляет свои корабли к Британии, где успешно штурмует Лондон. Жизнь свою этот отважный конунг заканчивает в войне против короля Швеции. По одной из версий, похоронен в кургане в деревне Торсбаллиг.
Из важных дел, которые король Фродо успел свершить дома, для своего народа, Саксон Грамматик указывает уничтожение в Дании права опекунов принуждать женщин к вступлению в брак.